# Гранада (Нікарагуа)
Ґрана́да (Гранада) (ісп. Granada) — третє за величиною місто Нікарагуа після столиці Манагуа і Леона, адміністративний центр департаменту Ґранада. Порт, туристичний центр. Засноване на початку XVI ст., місто є одним із найстаріших на обох американських континентах і найстарішим містом Центральної Америки.

## Географія
Місто розташувалося на північно-західному березі озера Нікарагуа. Площа становить 531 км2. 2012 року населення налічувало 123 697 осіб.

## Історія
Місто заснували іспанські конкістадори 8 грудня 1524 року. Назву йому дав сам Франсіско Ернандес де Кордоба, засновник Нікарагуа. За свій контроль над містом змагалися Франція, Данія, Англія і навіть пірати. Так Вільям Волкер, американський флібустьєр, мав тут власну резиденцію, з якої планував захопити всю Центральну Америку.
Коли військо захопило місто, один з генералів Волкера підпалив його, знищивши безцінну історичну частину міста. Ґранаду оминули події Сандиністської революції у 70-х роках.